# 만코

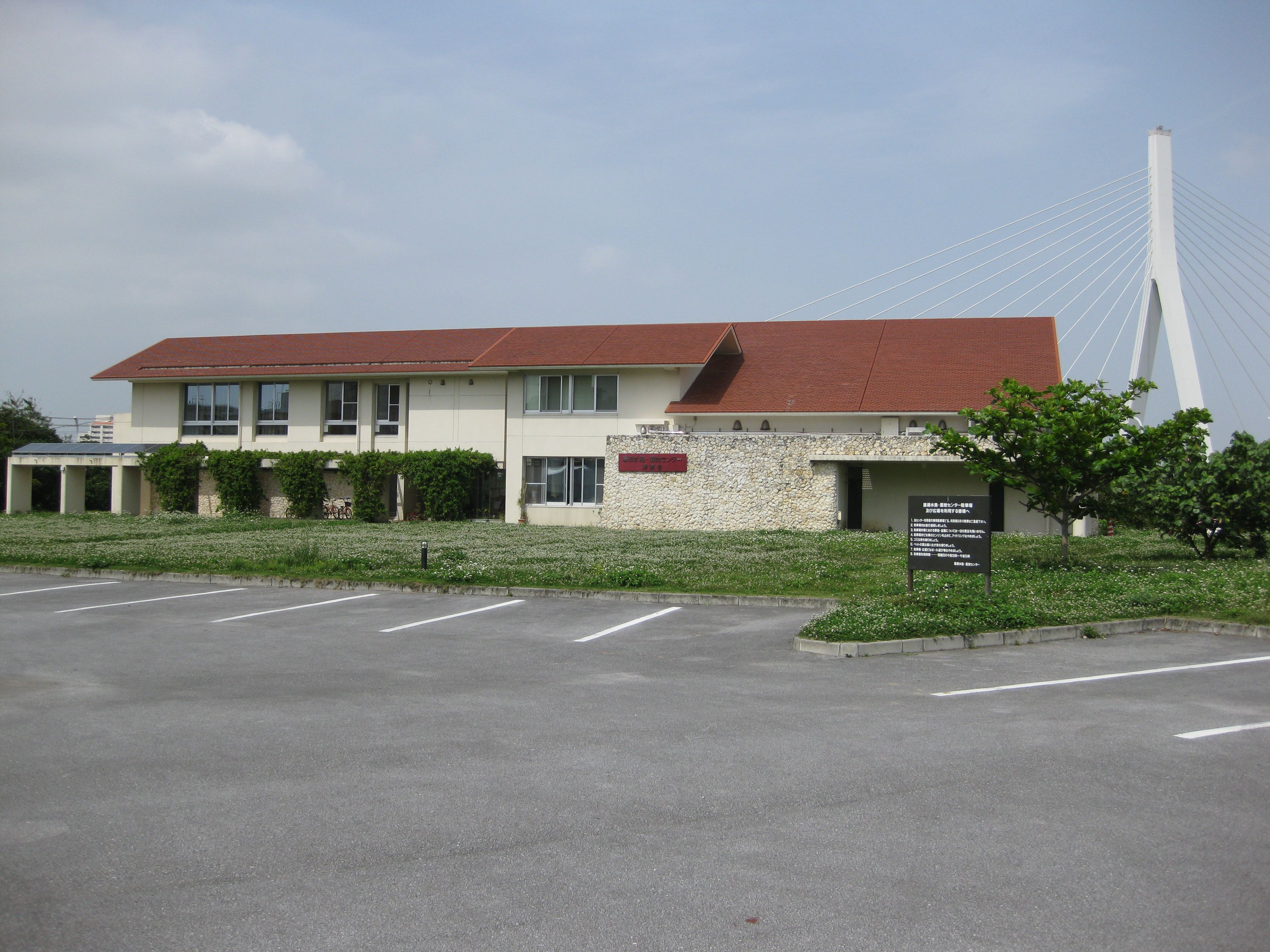
만코 물새 습지 센터

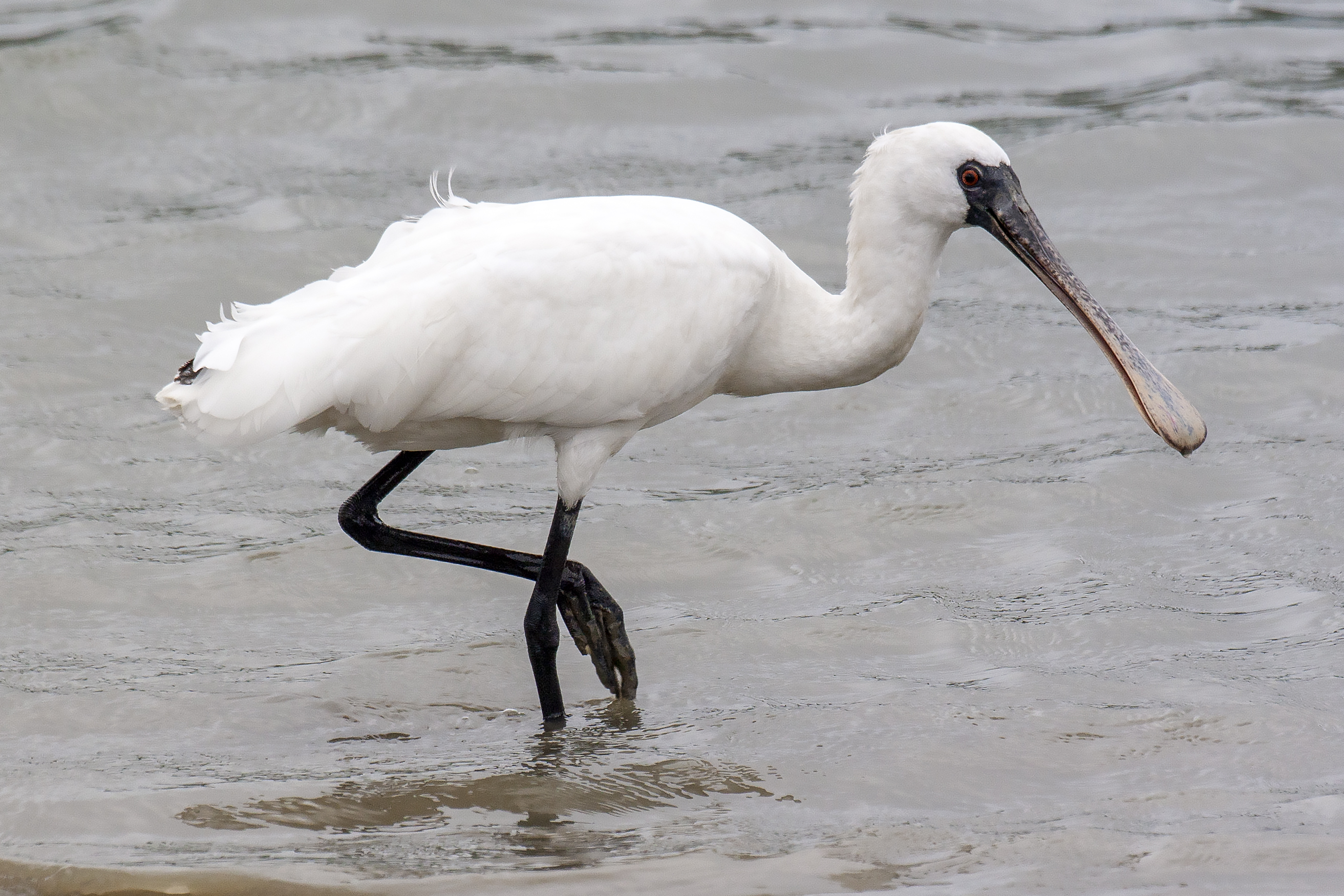
저어새(유조, 만코에서)

만코(일본어: 漫湖)는 오키나와현 나하시에 있는 갯벌이다. 근처에 만코 공원 등이 있다.

## 같이 보기
- 람사르 협약
- 비와호